# 建治三年記
建治三年記（けんじさんねんき）は鎌倉時代の史料。筆者は評定衆、問注所執事を担当した太田康有。記述は建治3年（1277年）の1年間のうち、68日のみしかないが、史料として貴重視されている。康有の息子太田時連の執筆した『永仁三年記』と並ぶ、鎌倉時代後期における重要な史料である。

## 概要
記録を兼ねて筆記していた日記を康有自らが抄写したもので、実質的な幕府の公務日記であると定義される。後に金沢文庫、さらに加賀藩主前田綱紀が所有し、現在は前田家の尊経閣文庫に収蔵されている。『群書類従』武家部、『続史料大成』10巻に収録されている他、複製本が刊行されている。
幕府の記録を日記として書いた体裁であるため、幕府の行事に関する記述が豊富。この時期は蒙古との折衝で情勢が緊迫していた最中であり、元寇を研究するにおいて重要な情報を提供する史料となっている。執権北条時宗の私生活や、将軍惟康の事績、北条義政の遁世、得宗が拠点とした山内庄、度々催された寄合についてなどの記述が具体的に綴られている。